# Anna Falcken
Anna Mathilda Falcken, född 1852, död 1917, var en finländsk sjuksköterska.
Hon föddes i Åbo 1852. Hennes far hette Joel Falcken (1808–1862) och hennes mor Christina Josefina Nummelin (1820–1890). 
Anna Falcken började sina sjuksköterskestudier vid Helsingfors allmänna sjukhus i januari 1893. Hon arbetade som sjuksköterska på sjukhusets kirurgiska avdelning 1895–1898. 
Hon är särskilt känd som den första ordföranden för Sjuksköterskeföreningen i Finland åren 1898–1901 och som föreståndare för dess studenthem åren 1899–1903.
Anna Falcken arbetade i förvaltningen av Koskensaari sommarhem och som föreståndare för hemmet somrarna 1901–1905.
Åren 1908–1915 arbetade Anna Falcken på ett privat sjukhus i Helsingfors.